# Henryk Banaszuk
Henryk Banaszuk (zm. w czerwcu 2021) – polski specjalista inżynierii i ochrony środowiska, prof. dr hab.

## Życiorys
Studiował na Wydziale Geografii i Studiów Regionalnych Uniwersytetu Warszawskiego. 9 grudnia 2002 uzyskał tytuł profesora nauk rolniczych. Został zatrudniony na stanowisku profesora zwyczajnego i dyrektora w Instytucie Inżynierii i Ochrony Środowiska na Wydziale Budownictwa i Inżynierii Środowiska Politechniki Białostockiej.

## Odznaczenia
- Krzyż Kawalerski Orderu Odrodzenia Polski (2005)[4]